# Pattern 1908 entrenching tool

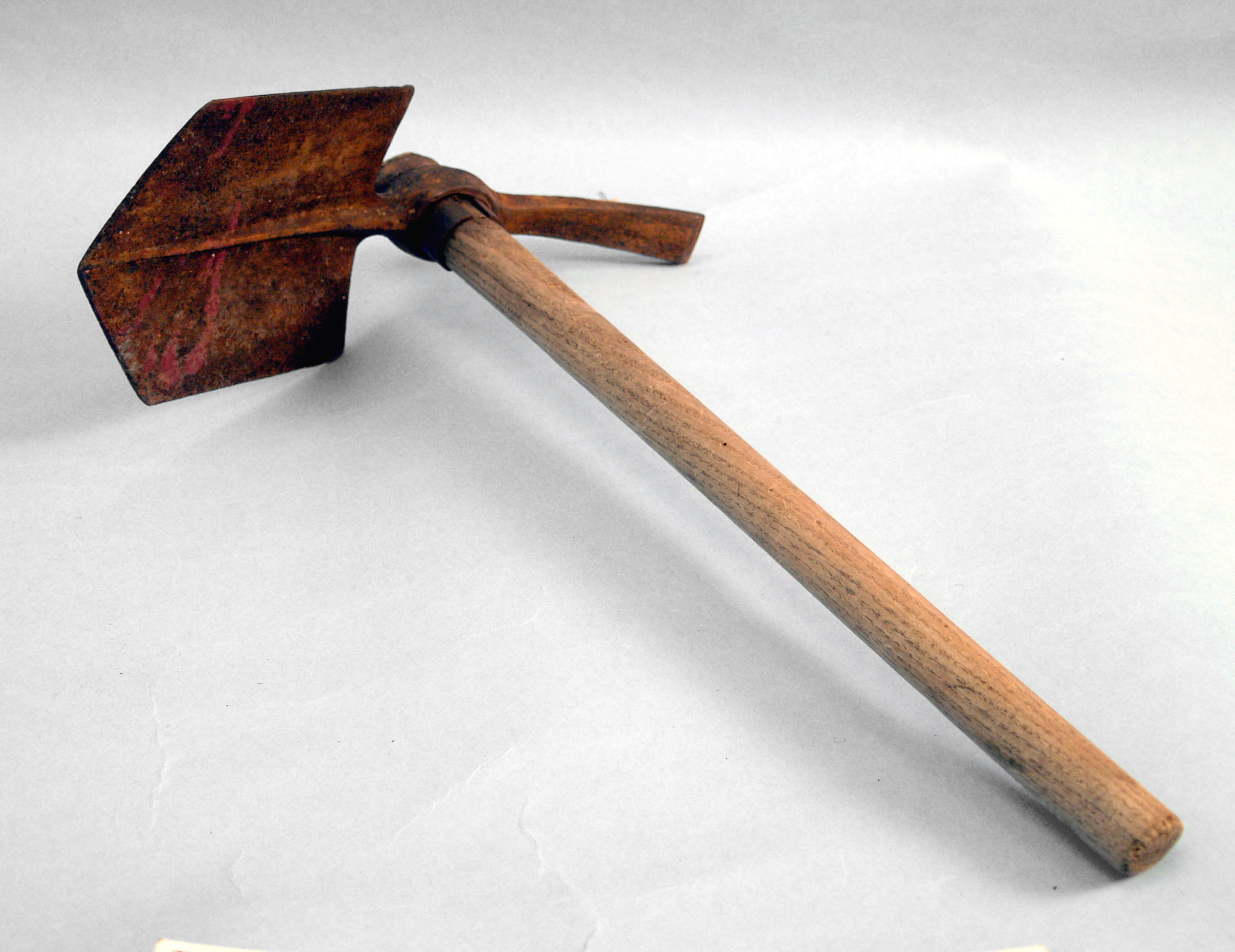
Das britische Schanzzeug pattern 1908 entrenching tool

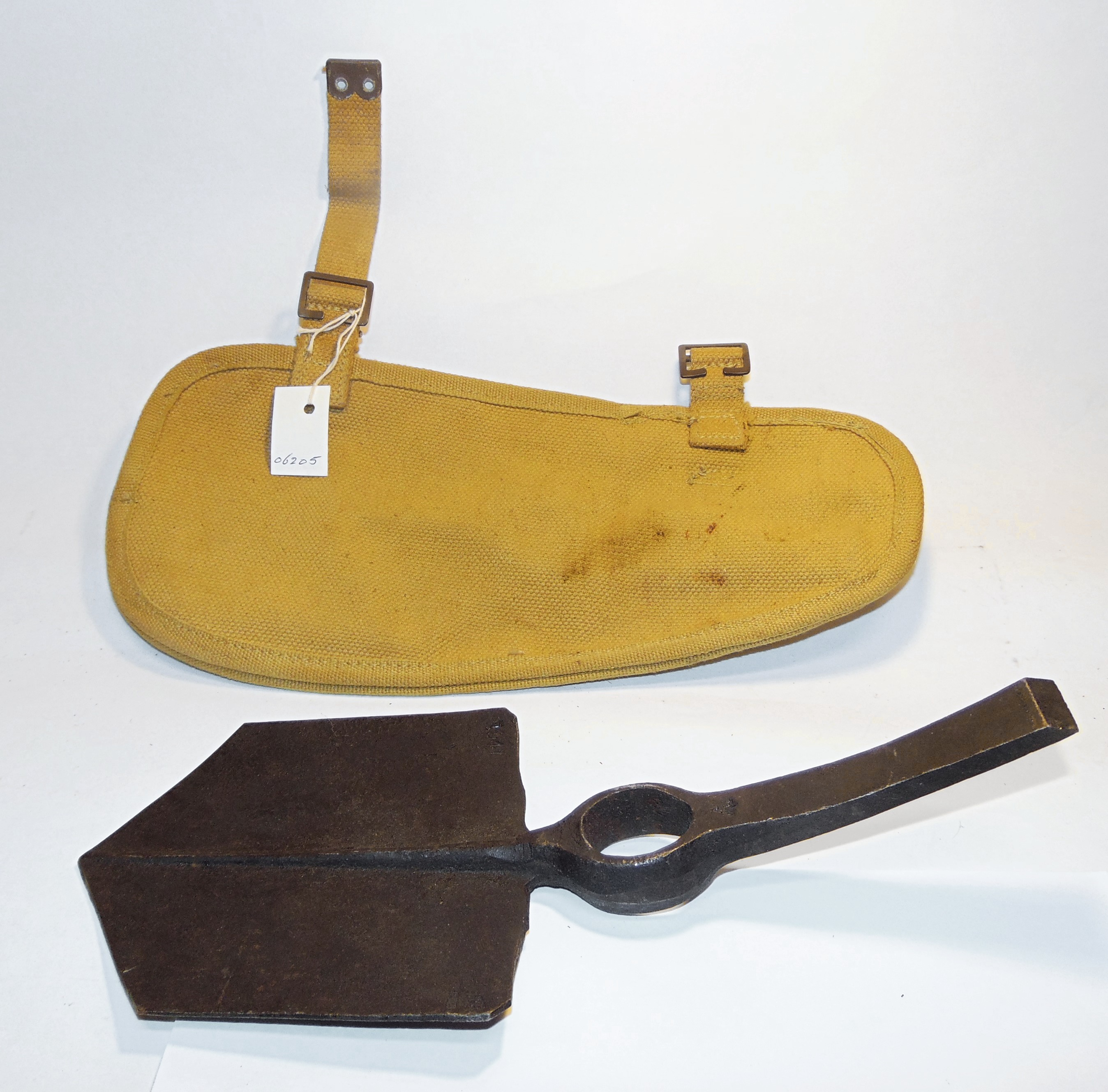
Variante aus dem Zweiten Weltkrieg

Das pattern 1908 entrenching tool (dt. Muster 1908 Schanzzeug) ist ein britischer Feldspaten, der in beiden Weltkriegen genutzt wurde. Der Feldspaten ist auch unter dem Namen Sirhind oder E-Tool bekannt.

## Geschichte und Beschreibung
Sowohl im Krimkrieg als auch im Russisch-Japanischen Krieg hatte sich gezeigt, dass der Grabenkrieg ein wichtiger Bestandteil eines Krieges geworden waren. Während die meisten europäischen Armeen Feldspaten nach dem Muster von Johan Linnemann verwendeten, entschloss sich die britische Armee ein eigenständiges Muster anzuschaffen. In Indien wurde 1882 der Sirhind-Kanal fertiggestellt. Die lokalen Arbeiter verwendeten dabei regionale Grabungswerkzeuge. Das pattern 1908 entrenching tool basiert auf diesen indischen Grabungswerkzeugen. Dabei ist das Schanzzeug sowohl als Hacke und als Spitzhacke verwendbar. Der Stiel ist aus Hickory-Holz und abmontierbar.
Der Stiel der Mk-2 Version ist so beschaffen, dass ein Bajonett der Firma Enfield montiert werden konnte. Dies sollte bei der Minenräumung eingesetzt werden. Die Soldaten schätzten die Grabeleistung geringfügig ein, berichteten aber, dass der Feldspaten häufig als Waffe im Nahkampf verwendet wurde.

## Weiteres
- In Nancy Mitford Roman Englische Liebschaften (original: the pursuit of love) aus dem Jahr 1945 wird geschildert, dass die Hauptfigur Onkel Matthew über dem Kamin seinen Feldspaten aus dem Ersten Weltkrieg aufgehängt hatte. An dem Feldspaten klebten noch die Haare und die Haut von acht deutschen Soldaten, die er eigenhändig erschlagen hatte.

## Nachweise
- Vorstellung und Beschreibung vom Imperial War Museum
- Blogeintrag zum Feldspaten